# Mistrzostwa Ameryki Południowej w Piłce Siatkowej Kobiet 1977
12. Mistrzostwa Ameryki Południowej w piłce siatkowej kobiet odbyły się w 1977 roku w Limie (Peru). W mistrzostwach wystartowało 8 reprezentacji. Mistrzem została po raz szósty reprezentacja Peru.

## Klasyfikacja końcowa
| Miejsce | Reprezentacja |
| ------- | ------------- |
|         | Peru          |
|         | Brazylia      |
|         | Argentyna     |
| 4.      | Chile         |
| 5.      | Boliwia       |
| 6.      | Paragwaj      |
| 7.      | Wenezuela     |
| 8.      | Ekwador       |